# Maison Fyon
L'ancienne maison Fyon ou ancien hôtel Fyon est une maison classée située dans le centre historique de la ville de Verviers en Belgique (province de Liège).

## Localisation
Cette maison est située à Verviers, au no 18 du Thier Mère-Dieu, une petite voie montant à la place du Marché.

## Historique
La construction de cette demeure a vraisemblablement lieu au début du XVIIIe siècle. Cet immeuble fut la propriété de la famille Fyon : demeure d’Edmond Fyon, drapier et bourgmestre de Verviers et ensuite de son fils aîné puis de son fils cadet Jean-Joseph, aussi bourgmestre de Verviers, né dans cette maison en 1745.

## Description
La façade possède sept travées et trois niveaux (deux étages). Le soubassement est bâti en pierre calcaire et le reste de la façade en brique avec encadrements des baies en pierre calcaire. Le porche d'entrée cintré occupe les troisième et quatrième travées en partant de la gauche. Il comprend une imposte avec une petite niche cintrée, contenant la statue de la Vierge à l'Enfant. Un fronton triangulaire avec oculus surmonte les trois travées centrales.